# Premiul Edgar pentru cel mai bun scenariu al unui episod TV
Premiul Edgar pentru cel mai bun scenariu al unui episod TV este acordat din 1952 de către Mystery Writers of America.

## Câștigători și nominalizări
| An   | Episod                                                                                                | Serial TV                         | Scenarist(i)                                                                  | R     |
| ---- | --- | --------------------------------- | ----------------------------------------------------------------------------- | ----- |
| 1954 | "Crime at Blossoms"                                                                                   | Studio One                        | Jerome Ross                                                                   | [ 1 ] |
| 1955 | "The Long Goodbye"                                                                                    | Climax!                           | E. Jack Neuman, pe baza romanului lui Raymond Chandler                        | [ 1 ] |
| 1955 | "Smoke"                                                                                               | Suspense                          | Gore Vidal                                                                    | [ 1 ] |
| 1956 | "Sting of Death"                                                                                      | Elgin Hour                        | Alvin Sapinsley Jr. pe baza romanului A Taste for Honey de H. F. Heard        | [ 1 ] |
| 1956 | "Thin Air"                                                                                            | Climax!                           | Ben Starr                                                                     | [ 1 ] |
| 1957 | "The Fine Art of Murder"                                                                              | Omnibus                           | Sidney Carroll                                                                | [ 1 ] |
| 1958 | "Mechanical Manhunt"                                                                                  | The Alcoa Hour                    | Harold Swanton                                                                | [ 1 ] |
| 1958 | "The Trial of Lizzie Borden"                                                                          | Omnibus                           | Omnibus staff                                                                 | [ 1 ] |
| 1959 | "The Edge of Truth"                                                                                   | Studio One                        | Adrian Spies                                                                  | [ 1 ] |
| 1959 | "Capital Punishment"                                                                                  | Omnibus                           | James Lee                                                                     | [ 1 ] |
| 1961 | "The Case of the Burning Court"                                                                       | Dow Hour of Great Mysteries       | Kelley Roos                                                                   | [ 1 ] |
| 1961 | "The Day of the Bullet"                                                                               | Alfred Hitchcock Presents         | Bill Ballinger                                                                | [ 1 ] |
| 1962 | "The Legend of Jim Riva"                                                                              | The Defenders                     | John K. Butler, Boyd Correll                                                  | [ 1 ] |
| 1962 | "Witness in the Dark"                                                                                 | Kraft Mystery Theater             | John Lemont, Leigh Vance                                                      | [ 1 ] |
| 1963 | "The Apostle"                                                                                         | The Defenders                     | Stanley R. Greenberg                                                          | [ 1 ] |
| 1963 | "The Problem of Cell 13"                                                                              | Kraft Mystery Theatre             | A.A. Roberts                                                                  | [ 1 ] |
| 1963 | "Scene of the Crime"                                                                                  | U.S. Steel Hour                   | Sidney Carroll                                                                | [ 1 ] |
| 1964 | "The End of the World Baby"                                                                           | Kraft Suspense Hour               | Luther Davis                                                                  | [ 1 ] |
| 1964 | "To Bury Caesar"                                                                                      | The DuPont Show of the Week       | Berkely Mather                                                                | [ 1 ] |
| 1966 | "Carry Me Back to Old Tsing Tao"                                                                      | I, Spy                            | David Karp                                                                    | [ 1 ] |
| 1966 | "The Gray Lady"                                                                                       | Honey West                        | Richard Levinson, William Link                                                | [ 1 ] |
| 1966 | "Memorandum for a Spy"                                                                                | Bob Hope Presents                 | Robert L. Joseph                                                              | [ 1 ] |
| 1966 | "An Unlocked Window"                                                                                  | Alfred Hitchcock Hour             | James Bridges                                                                 | [ 1 ] |
| 1967 | "After the Lion, Jackals"                                                                             | Bob Hope Presents                 | Stanford Whitmore                                                             | [ 1 ] |
| 1967 | "The Fatal Mistake"                                                                                   | Bob Hope Presents                 | Jacques Gillies, Oscar Millard                                                | [ 1 ] |
| 1967 | "Operation Rogesh"                                                                                    | Mission: Impossible               | Jerome Ross                                                                   | [ 1 ] |
| 1968 | "Tempest in a Texas Town"                                                                             | Judd, for the Defense             | Harold Gast, Leon Tokatyan                                                    | [ 1 ] |
| 1969 | "Companions in Nightmare"                                                                             | NBC World Premier Film            | Robert L. Joseph                                                              | [ 1 ] |
| 1969 | "The Strange Case of Dr. Jekll and Mr. Hyde"                                                          | ABC Special                       | Ian Hunter                                                                    | [ 1 ] |
| 1970 | "Daughter of the Mind"                                                                                | ABC Movie of the Week             | Luther Davis                                                                  | [ 1 ] |
| 1971 | de⁠(Berlin Affair (1970 film))[Affair (1970 film)&page=Aff%C3%A4re+in+Berlin&targettitle=de traduceți] | NBC Movie of the Week             | E. Jack Neuman & Richard Alan Simmons                                         | [ 1 ] |
| 1972 | "A Step in Time"                                                                                      | Mannix                            | Mann Rubin                                                                    | [ 1 ] |
| 1991 | "Good Night, Dear Heart"                                                                              | Quantum Leap                      | Paul Brown                                                                    | [ 1 ] |
|      | |                                   |                                                                               | [ 1 ] |
| 2001 | "Limitations"                                                                                         | Law & Order: Special Victims Unit | Michael R. Perry                                                              | [ 1 ] |
| 2006 | "911"                                                                                                 | Law & Order: Special Victims Unit | Patrick Harbinson                                                             |       |
| 2006 | "Amulet"                                                                                              | Sea of Souls                      | Ed Whitmore                                                                   |       |
| 2006 | "A Bullet Runs Through It, Parts 1 and 2"                                                             | CSI                               | Richard Catalani, Carol Mendelsohn                                            |       |
| 2006 | "Grave Danger"                                                                                        | CSI                               | Carol Mendelsohn, Naren Shankar, Quentin Tarantino, Anthony Zuiker            |       |
| 2006 | "Redemption"                                                                                          | Wire in the Blood                 | Guy Burt                                                                      |       |
| 2007 | "Blue Blood"                                                                                          | The Closer                        | James Duff & Mike Berchem                                                     | [ 2 ] |
| 2007 | "Clueless"                                                                                            | House                             | Thomas L. Moran                                                               | [ 2 ] |
| 2007 | "Crocodile"                                                                                           | Dexter                            | Clyde Phillips                                                                | [ 2 ] |
| 2007 | "Episode 1"                                                                                           | Life on Mars                      | Matthew Graham                                                                | [ 2 ] |
| 2007 | "Mr. Monk Gets a New Shrink"                                                                          | Monk                              | Hy Conrad                                                                     | [ 2 ] |
| 2008 | "It's Alive"                                                                                          | Dexter                            | Daniel Cerone                                                                 | [ 3 ] |
| 2008 | "Pie-lette"                                                                                           | Pushing Daisies                   | Bryan Fuller                                                                  | [ 3 ] |
| 2008 | "Pilot"                                                                                               | Burn Notice                       | Matt Nix                                                                      | [ 3 ] |
| 2008 | "Senseless"                                                                                           | Law & Order: Criminal Intent      | Warren Leight & Siobhan Byrne O'Connor, Julie Martin & Siobhan Byrne O'Connor | [ 3 ] |
| 2008 | "Yahrzeit"                                                                                            | Waking the Dead                   | Declan Croghan                                                                | [ 3 ] |
| 2009 | "Burn Card"                                                                                           | Law & Order                       | Ed Zuckerman and David Wilcox                                                 | [ 4 ] |
| 2009 | "Prayer of the Bone"                                                                                  | Wire in the Blood                 | Patrick Harbinson                                                             | [ 4 ] |
| 2009 | "Signature"                                                                                           | Law & Order: SVU                  | Judith McCreary                                                               | [ 4 ] |
| 2009 | "Streetwise"                                                                                          | Law & Order: SVU                  | Paul Grellong                                                                 | [ 4 ] |
| 2009 | "You May Now Kill the Bride"                                                                          | CSI: Miami                        | Barry O'Brien                                                                 | [ 4 ] |
| 2010 | "Place of Execution"                                                                                  | Place of Execution                | Patrick Harbinson                                                             |       |
| 2011 | "Episode 1"                                                                                           | Luther                            | Neil Cross                                                                    |       |
| 2012 | "Pilot"                                                                                               | Homeland                          | Alex Gansa, Howard Gordon, Gideon Raff                                        |       |